# Bupleurum polyactis
Bupleurum polyactis là một loài thực vật có hoa trong họ Hoa tán. Loài này được Post ex Snogerup mô tả khoa học đầu tiên năm 1971.